# U航空
U航空是一間創立於2012年4月的泰國民營航空公司。起初，U航空僅執飛包機航線，但該公司將於近期內開闢定期航線。

## 目的地[2]

### 泰國
- 曼谷－蘇凡納布國際機場 總部
- 普吉島－普吉國際機場 重點機場

### 
- 首爾－仁川國際機場
- 務安－務安國際機場

### 中国
- 鹽城－鹽城南洋機場
- 南京－南京祿口國際機場

### 印度
- 清奈－清奈國際機場

### 印度尼西亞
- 雅加達－蘇加諾－哈達國際機場